# Kelch von Iber
Der Kelch von Iber ist ein im Hochmittelalter gefertigter Kelch aus Iber bei Einbeck (Landkreis Northeim, Niedersachsen), der im Museum August Kestner in Hannover aufbewahrt wird.

## Geschichte
Die Herstellung von Kuppa und Patene wird in die Zeit um 1180 datiert. Einer der ersten Pfarrer nach der Reformation an der Kirche in Iber war Johannes Letzner, einer seiner Nachfolger ließ in der Zeit um 1670 einen neuen Fuß für den Kelch herstellen.
Nachdem der Kelch den Dreißigjährigen Krieg und den Zweiten Weltkrieg überstanden hatte, erkannte man 1957 seine kunsthistorische Bedeutung. Daraufhin übergab die zum Kirchenkreis Leine-Solling gehörende evangelisch-lutherische Kirchengemeinde von Iber den Kelch an das Kestner-Museum in Hannover als Dauerleihgabe.

## Beschreibung
Der Kelch (Höhe 17,8 cm; Randdurchmesser 11,3 cm) ist aus Silber und mit Niello dekoriert. Die unbekannte Werkstatt wird dem Gebiet des heutigen Niedersachsens zugeordnet. In die Kelchschale sind vier vergoldete Medaillons eingraviert. Sie stellen folgende Themen dar:
1. die Verkündigung an Maria
2. die Geburt Jesu Christi
3. die Kreuzabnahme Jesu Christi
4. die Auferstehung Jesu Christi

Die vier Ornamente sind durch Spruchbänder miteinander verbunden. Der Fuß des 17. Jahrhunderts bildet die Kreuzigung Christi als fünftes Motiv ab.

## Vergleichsarbeiten
Aus dem 12. Jahrhundert sind nur wenige vergleichbare Kelche erhalten: ein von einem Berthold, vermutlich Berthold III., dem Stift Wilten gestifteter Kelch und die beiden Kelche von Tremessen aus dem Bestand des Gnesener Domes. Außerdem gibt es noch eine Kelchschale aus einer anderen Werkstatt im Museum Kolumba in Köln, die in dasselbe Jahrhundert datiert wird.
Zwei wenige Jahrzehnte später angefertigte Kelche aus dieser Zeit befinden sich im Dommuseum Hildesheim aus dem Besitz der Kirchen St. Godehard und St. Mauritius.